# 栋比劳托什
栋比劳托什（匈牙利語：Dombiratos）是匈牙利贝凯什州所辖的一个村。总面积18.30平方公里，总人口556，人口密度30.4人/平方公里（2011年1月1日）。